# Lever héliaque

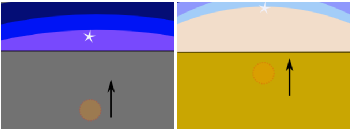
Deux moments d'un lever héliaque : avant et après l'apparition de la lumière solaire.

En astronomie, le lever héliaque d'une étoile est le moment où cette étoile devient visible à l'est, au-dessus de l'horizon terrestre à l'aube, après une période où elle était cachée sous l'horizon, ou bien était située juste au-dessus de l'horizon mais noyée par la luminosité du Soleil.

## Description
Lors du lever héliaque, l'étoile se lève à une certaine aube pour disparaître presque aussitôt dans les lueurs du jour naissant. Chaque jour, le Soleil se décale vers l'est par rapport aux étoiles sur la sphère céleste, le long de l'écliptique, du fait de la révolution annuelle de la Terre autour du Soleil. En conséquence, chaque jour qui suit le lever héliaque, l'étoile apparaît un peu plus tôt et demeure visible plus longtemps dans le ciel avant d'être cachée par la luminosité du ciel due au lever du Soleil.
Toutes les étoiles n'ont pas de lever héliaque. En fonction de la latitude d'observation, certaines, dites circumpolaires, restent perpétuellement au-dessus de l'horizon et sont donc toujours visibles dans le ciel nocturne ; les autres étoiles visibles, qui ne vérifient pas cette propriété, possèdent nécessairement un lever héliaque.
Le lever héliaque est une notion généralement attribuée à une étoile, mais il est possible de l'attribuer également à une planète supérieure, visible dans le ciel terrestre.
À l'opposé, si l'on considère le moment où l'étoile se couche juste après le Soleil, tout juste assez pour être visible à l'œil nu, on parle de « coucher héliaque ». L'étoile n'est ensuite plus visible au crépuscule, jusqu'au moment où l'étoile se lèvera quand le Soleil se couchera, appelé lever acronyque.

## Lever et coucher héliaques
Pour un observateur de l'hémisphère nord, si l'étoile est située au voisinage de l'écliptique ou au sud, comme Sirius ou Bételgeuse, l'étoile n'est visible à aucun moment de la nuit pendant la période entourant sa conjonction, entre son coucher et son lever héliaque. En revanche, si l'étoile est située nettement au nord de l'écliptique, comme Arcturus ou Altaïr, le lever héliaque précède le coucher héliaque de l'année précédente ; ainsi, l'étoile peut être observée toute l'année, et lors de la conjonction, on peut observer l'étoile se coucher le soir après le Soleil et se lever le matin avant le Soleil.

## Définition précise
Une définition précise du lever héliaque est difficile, car elle dépend de ce qu'on entend par « visible à l'œil nu », notion qui dépend de la vue de l'observateur et de la qualité du ciel (humidité, altitude). On peut en revanche définir rigoureusement le lever héliaque strict comme le jour où l'étoile se lève en même temps que le Soleil. Il précède le lever héliaque de une à plusieurs semaines, en fonction notamment de la latitude et de la magnitude apparente de l'étoile.

## Année héliaque
Une étoile réapparaît à l'aube, au-dessus de l'horizon du côté « est », environ une année après son précédent lever héliaque, une période qui correspond à l'année héliaque de l'étoile.
Une année héliaque est très proche, en moyenne, d'une année sidérale (en moyenne 365,256 363 051 d en 2000, soit 365 d 6 h 9 min 9 s), mises à part les différences dues au mouvement propre de l'étoile. Cette approximation est d'autant plus correcte que l'étoile est proche de l'écliptique. Si ce n'est pas le cas, l'année héliaque varie en fonction de la latitude et du moment, en raison de la précession des équinoxes.

## Histoire
Dans l'Égypte antique, le calendrier était basé sur le lever héliaque de Sirius, annonciateur des crues du Nil, indispensables à la vie du peuple égyptien. Le lever héliaque d'une étoile décanale était pris comme signal de la dernière heure de la nuit et servait à déterminer les heures des offices nocturnes des prêtres.
Les Sumériens, les Babyloniens et les anciens Grecs utilisaient le lever héliaque de plusieurs étoiles pour synchroniser les activités agricoles.
Venceslas Kruta avance que la Lugnasad, une importante célébration celtique, aurait été déterminée par le lever héliaque de Sirius.
Chez les Maoris, en Nouvelle-Zélande, le lever héliaque des Pléiades (nommées Matariki) indique le début de la nouvelle année (vers juin).